# Дагано, Мумуни
Бели́ Мумуни́ Дагано́ (фр. Beli Moumouni Dagano; родился 3 января 1981 года, Уагадугу, Верхняя Вольта) — буркинийский футболист, нападающий. Выступал за сборную Буркина-Фасо.

## Клубная карьера
В начале карьеры играл в футбольном клубе из Буркина-Фасо «Этуаль Филант». Затем за свою карьеру выступал в командах «Жерминаль Беерсхот», «Генк», «Генгам», «Сошо», «Аль-Хор», «Лехвия», «Эш-Шамаль», «Катар СК».
В 2002 году, вместе с «Генком», стал обладателем «Эбонитовой бутсы» — награды, вручаемой лучшему футболисту из Африки в высшем дивизионе чемпионата Бельгии.

## Карьера в сборной
За сборную Буркина-Фасо провёл 83 матча и забил 34 мяча (6 дублей и 1 хет-трик). Стал лучшим бомбардиром в отборочном цикле чемпионата мира 2010 года в зоне Африка, забив 12 мячей (и одним из двух лучших бомбардиров всего отборочного турнира ЧМ-2010 вместе с Осеа Вакаталесау из сборной Фиджи).